# Ferrières-Poussarou
Ferrières-Poussarou – miejscowość i gmina we Francji, w regionie Oksytania, w departamencie Hérault.
Według danych na rok 1990 gminę zamieszkiwało 40 osób, a gęstość zaludnienia wynosiła 2 osoby/km² (wśród 1545 gmin Langwedocji-Roussillon Ferrières-Poussarou plasuje się na 860. miejscu pod względem liczby ludności, natomiast pod względem powierzchni na miejscu 379.).